# Anse Réunion FC
El Anse Réunion FC es un equipo de fútbol de Seychelles que juega en el Campeonato seychelense de fútbol, el torneo de fútbol más importante del país.

## Historia
Fue fundado en el año 1957 y representa a la ciudad de Anse Réunion y su primera temporada en el Campeonato seychelense de fútbol fue en el año 2000, donde ya ha ganado la liga 1 vez, la copa 2 veces y la copa de la liga en 1 ocasión, participando en los torneos continentales en 4 ocasiones.

## Palmarés
- Campeonato seychelense de fútbol: 1

2006
- - Subcampeón: 1

2003
- Copa de Seychelles: 2

2002, 2012
- Copa de la Liga de Seychelles: 1

2007

## Participación en competiciones de la CAF
| Temporada | Torneo                       | Ronda      | Club                    | Casa  | Visita | Global      |
| --------- | ---------------------------- | ---------- | ----------------------- | ----- | ------ | ----------- |
| 2003      | Recopa Africana              | Preliminar | Masvingo United         | w.o.1 | w.o.1  | w.o.1       |
| 2003      | Recopa Africana              | 1          | Kenya Pipeline          | 2-1   | 1-2    | 3-3 (8-9 p) |
| 2007      | Liga de Campeones de la CAF  | Preliminar | AS Adema                | 0-0   | 0-3    | 0-3         |
| 2008      | Copa Confederación de la CAF | Preliminar | Petite Rivière Noire SC | 2-1   | 0-0    | 2-1         |
| 2008      | Copa Confederación de la CAF | 1          | Ajax Cape Town          | 0-1   | 1-4    | 1-5         |
| 2013      | Copa Confederación de la CAF | Preliminar | Gor Mahia               | 0-0   | 0-5    | 0-5         |
| 2018      | Copa Confederación de la CAF | Preliminar | APR FC                  | 1-2   | 0-4    | 1-6         |

1- Masvingo United abandonó el torneo antes del partido de ida y posteriormente fue suspendido 3 años por la CAF.

## Jugadores

### Jugadores destacados
- Zablon Amanaka